# 성인 ADHD
성인 ADHD(adult attention deficit hyperactivity disorder, adult ADHD, ADHD in adults, AADD)는 성인에게서 나타나는 주의력결핍 과다행동장애(ADHD)의 정신 질환이다. 어렸을 때부터 증상이 있는 아이들 가운데 약 1/3에서 2/3가 일생에 걸쳐서 ADHD 증상을 지속해서 나타낸다.(p. 44)
DSM-5에서는 다음과 같이 3가지 ADHD 유형을 나누고 있다.
- 부주의 우세형, 혹은 부주의형(ADHD Predominantly Inattentive, ADHD-PI, ADHD-I)
- 과잉행동-충동 우세형, 혹은 과잉행동-충동형(ADHD Predominantly Hyperactive-Impulsive, ADHD-PH, ADHD-HI)
- 혼합형(ADHD combine, ADHD-C)

나이가 들면, 과잉행동-충동 하위유형(ADHD-HI)은 덜 자주 보인다.(p. 44) 과잉행동 증상들은 청소년기에 시작하여 성인기로 이어지면서 '내적 불안'으로 전환된다.
성인 ADHD는 부주의, 과집중, 불안으로 내면화하기도 하는 과잉행동, 감정조절장애, 과도한 잡념을 특성으로 한다. 특히 ADHD 성인 환자는 지시 수행, 정보 기억, 집중력 발휘, 과업 조직 및 구성, 기한 내 임무 완수, 약속 시간 준수에 있어 지속적인 어려움을 보인다. 이러한 어려움들은 ADHD 성인 환자들의 삶 각 영역에 영향을 끼쳐, 감정, 사회, 직업, 결혼, 법률, 재정, 학업 방면에서 문제를 일으킨다. 그 결과, 흔히 자존감이 낮아지게 된다. 그러나 올바른 지도와 코칭이 따르면 ADHD 특성은 직업상의 성공을 가져오기도 한다.
진단은 한 개 이상의 정신평가를 따른다. 평가에는 개인 내력 조사, 가족이나 친구로부터 얻는 관찰상의 증거, 학교 성적, ADHD에 따라오기도 하는 동반질환(comorbity) 혹은 동반장애라는 추가 증상들을 진단하기 위한 평가 등이 있다.
증상은 가족 내에서도 보이기도 하며, 정확한 원인은 완전히 밝혀지지 않았지만 유전적•환경적 요인들이 작용한다고 알려져 있다. ADHD가 아동기 발현 증상으로 나타나는 경우가 자주 있다. 필요한 경우, 치료받는 아동들은 증상이 성인기까지 넘어가게 되면 건강 보험 대상으로 넘어가게 되지만, 성인 진단은 내력 전조사가 포함된다.
ADHD 치료는 행동 개입 기법과 약물 치료를 병행한다. 운동, 충분한 수면, 영양가 있는 식단 역시 긍정적인 효과를 발휘한다. 학교와 직장에서, 업무 구조화와 과업에 대한 명백한 규칙 및 한계 수립을 함으로써, 합리적인 조율이 행해질 수 있다.

## 분류

성인 ADHD 환자로 판명된 4.7% 중에서, 약 19%는 과잉행동 우세 증상을 조인다.

DSM-5 혹은 정신질환 진단 및 통계 편람 2013년판은 ADHD를 세 유형으로 나눈다.
1. 부주의 발현형(Predominantly Inattentive presentation; PI)
2. 과잉행동-충동 발현형(Predominantly Hyperactive-Impulsive presentation; HI)
3. 혼합형(Combined Type) : 위의 두 가지 모두 발현

진단기준을 충족하기 위하여 다음과 같은 증상을 보여야 한다.
- 부주의형 충족에는 6가지 부주의형 증상을 보여야 한다.
- 과잉행동-충동형 충족에는 6가지 과잉행동-충동형 증상을 보여야 한다.
- 혼합형은 위의 전체를 다 보여야 한다.

아래 증상들은 7세 이전에 보여야 한다. 또한 최근 6개월 이상 동안 가정, 학교, 직장 등의 환경에서 2곳 이상에서 기능 이상을 보여야 한다. DSM-IV의 진단기준은 아동이 보이는 증상 유형에 맞췄기에 성인의 증상에 대해 과소평가되어 왔다. 2013년, DSM-5가 신간되면서 기준을 일부 수정, 성인 진단에 요구사항이 완화되었으며, 첫 발현 나이 역시 12세로 맞춰졌다.

## 징후 및 증상
ADHD는 아동 초기에 발병하여 평생 지속될 수 있는 만성 질환이다. ADHD 아동 중 33-66%는 성인기에까지 ADHD 관련 증상이 지속되어, 교육, 취업, 대인관계 등에 악영향을 끼친다고 보고되었다.
ADHD 환자는 자기 통제나 자기 동기부여 능력이 결여되어 있다. 그 결과, 주의산만이나 지연행동, 조직불능과 같은 문제성 성격을 형성한다. 타인들은 이들을 혼란스럽다고 평가하면서, 덜 산만해지고 제대로 된 기능을 빌휘하기 위한 고도의 자극이 필요하다. 그러나 성인 ADHD 환자의 학습능력이나 지능 전반은 일반인과 다르지 않다.
아동의 양육과 교육을 책임지고 있는 교사와 양육자들이 ADHD 증상에 조정되고 적응한 반면, 성인 환자와 교류하는 고용주들은 이들의 행동을 증상으로 이해하지 않는 경우가 많다. 부분적으로는 환자의 심리적 성숙과 함께 실제로 변화하기 때문이다. 성인 환자는 두드러진 과잉행동을 덜 보인다. 대힌 이들은 과잉행동이 내면화하면서, 지속적인 정신 활동과 내면의 차분하지 못함을 보일 수 있다.
ADHD 증상은 개인간의 차이를 보이거나, 한 개인에게서도 시기에 따른 차이를 보이기도 한다. ADHD의 신경생물학적 이해가 발전하면서 환자가 보이는 고통은 집행기능담당 두뇌 영역의 문제 때문이라는 것이 입증되고 있다('병리생리학' 부분 참조). 이는 주의력 유지, 계획 수립, 일의 조직, 일의 우선순위 설정, 시간맹, 충동조절, 의사결정 능력의 결핍을 일으킨다.
이러한 결핍으로 발생하는 어려움은 일반적인 것에서부터 극단적인 것에 이르기까지 다양하며, 삶, 계획, 일상 과제를 구축하는 능력, 혹은 일의 결과에 대하여 알고 있음에도 그것에 대해 생각하고 적절하게 행동하는 능력이 결핍되기에 이른다. 이는 학교나 직장에서의 수행능력 저하를 야기하여 저실적을 보일 수 있다. 청년의 경우, 운전 미숙으로 교통신호 위반을 일으키고나 약물 복용을 일으킬 수 있다. 환자는 이러한 행동들을 피하려 하고 행동들이 문제를 일으킬 수 있다는 곳을 알고 있음에도, 이들의 행동때문에 어려움이 생기기도 한다. 예를 들어 충동 유형은 상사를 모욕하여 해고당할 수 있다. 종종 환자들은 비슷한 나이대나 경험의 성인이 이해하고 아는 것을 놓칠 수 있다. 이러한 실수로 인해 타인들은 환자를 '게으르다', '멍청하다', '생각없다' 등으로 평가할 수 있다.
문제가 쌓이면서 부정적 자아관이 생기고, 실패의 악순환이 생기게 된다. 성인 환자의 최대 80%는 정신적 동반질환, 예를 들어 주요 우울 장애나 불안 등을 보일 수 있다. ADHD 환자 대부분은 난독증과 같은 학습 장애와도 연관될 수 있다.
성인 환자 관련 연구들에 의하면, 환자들은 자기 낙인이나 아동기 우울증을 자주 경험하는데, 이는 보통 또래로부터의 무시나 또래와의 차이에서 비롯된 것이다. 이러한 것들은 성인 환자 일생의 훗날에 영향을 끼칠 우울증, 약물 남용, 관계 문제 등에 있어 중요한 역할을 발휘한다.
| 부주의형 (ADHD-PI) | 과잉행동-충동형 (ADHD-PH) |
| --- | --- |
| 아동기 - 일상 중 자주 깜빡함 - 외부 자극에 쉽게 산만해짐 - 물건을 잃어버림 - 항상 주의를 요구 - 호명에도 반응하지 않음 - 과제나 활동에 집중하지 못함 - 정신노동이 필요한 일 회피 - 디테일에 집중하여 부주의한 실수를 저지름 - 과업 및 활동을 체계적으로 조직하기 힘듦 - 심부름이나 숙제 등 복잡한 지시나 과업을 마무리 못함 | 아동기 - 손발을 가만두지 못하고 몸부림침 - 조용히 앉아있지 못함 - 조용히 놀거나 여유로운 활동을 못함 - 지나치게 말이 많음 - 과도하게 달리거나 오름 - 계속 움직이려 함 - 자기 순서를 못 기다림 - 질문이 끝나기 전에 불쑥 대답함 - 말하는 중간에 끼어들어 대화를 방해함 |
| 성인기 - 집중을 요하는 일을 피함 - 지연행동 - 과업을 시작하는 것이 어려움 - 과업에 필요한 디테일을 조직하기 힘듦 - 과업에 필요한 디테일을 떠올리기 힘듦 - 멀티태스킹의 어려움 - 시간 관리 미흡, 시간을 놓침 - 우유부단 및 의심 - 실행하기 주저함 - 일의 지속, 완수, 마무리 못함 - 집중 중단 및 이동 시간의 지체             | 성인기 - 손을 가만히 못 있거나 손바닥을 침, 의자에 앉아도 꾸물거림 - 의자에 오래 앉기 힘듦 - 상당히 차분해 하지 못함 - 지나치게 말이 많음 - 타인의 말에 끼어들거나 방해함 - 자기 순서를 기다리지 못함 - 조용히 활동하는 것이 어려움 - 질문이 끝나기 전에 불쑥 대답함  |

## 병리생리학
최근 30년동안, ADHD 연구는 급증하였다. ADHD 원인에 대한 단독 통합 이론은 없다. 유전적 요인은 중요한 것으로 간주되며, 환경적 요인이 증상의 발현 여하에 영향을 줄 수 있는 것으로도 보인다. "실행기능" 상의 어려움을 가지고 있다는 것이 점차 받아들여지고 있다. 인간과 같은 유기체에게 이러한 기능들은 전두엽에 있는 것으로 알려져 있다. 이 기능들은 성취에 필요한 과업을 기억하고 상기하는 능력, 과업을 성취하기 위해 필요한 조직력, 행동이 미칠 결과에 대한 평가, 사고나 행동의 우선순위 설정, 시간 준수, 주위 환경과의 상호작용에 대한 인식, 자극이 있는 상태에서도 집중할 수 있는 능력, 상황 변화에의 적응을 가능하게 한다.
구조적•기능적 이미징 기법, 자극제, 심리학적 개입에 기반한 몇 가지 연구 노선에서는 ADHD 환자의 도파민 경로와 아드레날린 경로의 변형을 규명하였다. 특히 전전두피질 영역은 가장 영향을 받는 부분으로 밝혀졌다. 도파민과 노르에피네프린은 뇌기능에 중요한 역할을 수행하는 신경전달물질이다. 도파민 흡수 수송체와 노르에피네프린 흡수 수송체는 과도하게 활동적이어서, 시냅스로부터 이러한 신경전달물질들을 일반인보다 훨씬 빠른 속도로 제거한다. 이것이 처리 잠복기와 현저성을 증가시키고 작업 기억을 축소시킨다고 보고 있다.

## 남성 성인 ADHD
ADHD형 증상이 있는 성인 남성은 대인관계와 연인관계에서 문제가 있다는 것이 연구를 통하여 드러났다. 2007년 카누(Canu)의 연구 결과에 의하면, ADHD 성인 남성은 상대 연인보다 더 많은 연인을 가지고 있는 것으로 보고하였다. 이들은 ADHD형 증상이 없는 사람들보다 여성에게 성적 매력이 덜한 것으로 평가된다. 흥분제는 여성들이 매긴 등급에 영향을 주지 않는 것으로 보인다. 카누의 위 연구에 의하면, 자기존중감 등급도 ADHD 진단을 받은 성인 남성에게 더 낮은 것으로 나타난다. 카누의 연구는 ADHD 성인 남성에 주목하였고, 이들은 거절 민감성이 더 높지 않다고 보았다. 이는 ADHD 환자가 자신의 판단 장애를 인지하지 못하고, 자신의 사회적 대인관계가 얼마나 최악으로 진행될 수도 있는지를 모른 채 타인과의 대인관계 능력을 과잉평가한다는 가능성 때문인 것일 수 있다. 이는 거절 민감성이 더 낮다고 보고하게 한다.
성인 ADHD의 다른 결과들로는 교통 범칙금 발부, 결근, 사고 발생 빈도가 더 높다는 것이다. 프리츠(Fritz)의 2016 연구에 의하면, ADHD 성인 남성은 격렬한 운동을 마친 후에 정신 노동에 더 잘 주목한다. 이는 ADHD 성인 환자에게 도움이 될 것이다. 통계적으로 보면 기분 향상이 짧은 순간에 유의미하지만, 운동상태 이전 수준으로 급격히 기분이 전환될 것이다.

## 진단
ADHD에 대한 단독적인 의학 시험, 체력 시험, 유전 시험은 없다. 다만 정신건강 간호 전문가나 의사들이 여러 자원들로부터 정보를 수집하여 ADHD 진단 평가를 제공할 수 있다. 이러한 자원들로는 ADHD 증상 체크리스트, 표준화 행동 평가 척도, 아동기 행동 내력이나 학교생활 등 과거 및 현재 기능에 관한 상세한 내력, 가족이나 친구 혹은 중요한 타자들이 제공한 정보 등이 있다. 또한 평가는 우울, 불안, 약물 사용 장애 등 기타 증상이나 감별진단을 배제하는 것도 목표로 한다. 갑상선기능항진증 등도 ADHD 증상과 유사하며, 또한 반드시 이러한 질환들을 배제한다. 자폐증 환자 일부가 보이는 실행기능 저해라는 것 때문에, 자폐증은 ADHD로 오해되기도 한다. 그러나 자폐증 또한 사회적 상호작용, 행동과 관심사의 제한적 반복적 패턴, 과민증과 같은 감각처리의 문제 등이 있다. 이와 함께, ADHD 성인 환자 대부분이 불안이나 우울에서 약물 남용에 이르기까지 다른 여러 복합 질환도 있다는 점에서, 진단이 왜곡될 수 있다.
성인의 경우 자신의 내력이나 투입, 통찰을 제공할 능력이 더 크기 때문에, ADHD 진단을 내릴 수 있는 것을 원한다는 측면에서, 성인 환자는 아동보다 더 나을 수 있다. 그러나 많은 사람들, 특히 지능이 높은 사람들은 ADHD를 가릴 수 있는 대처 전략을 개발하기에 진단과 치료를 받으려 하지 않는다.
ADHD 환자 판별에 있어, IQ 검사, 표준화 성취 검사, 신경심리검사 같은 공식 테스트나 평가는 무익하다. 게다가, 진단면에 있어 이용가능한 생리학적 의학적 측정은 확정된 것은 없다. 그러나 심리교육 및 의학 검사는 학습장애, 알러지 등 ADHD 유사 행동과 관련된 다른 증상을 감별진단 하는데 도움이 된다.
미국 의학 및 정신건강 전문가들은 미국정신의학협회가 제정한 정신질환 진단 및 통계 편람을 따른다. 세계보건기구(WHO)가 제정한 국제질병분류 역시 사용되기도 한다. 주기적인 업데이트를 통해 증상에 대한 지식과 치료법의 변화를 반영한다. 예를 들어, 1994년 출간되고 2000년 약간의 수정을 거친 DSM-IV에서, 성인 ADHD 진단 기준은 아동의 그것과도 같지만 DSM-5에서는 일부 증상에 있어 아동과 성인의 ADHD 발현을 구분한다.
최근까지 성인 ADHD는 아동기 발발 ADHD가 지속된 것이라고 여겨졌다. 그러나 성인기 발발 ADHD 역시 존재한다는 것도 현재는 인정되고 있다. 2015년부터 진행되어 온 장기 연구에서는 38세에 ADHD 진단을 받은 31명 중 28명은 11세, 13세, 15세에 검사하였을 때는 진단을 받은 적이 없었다.

## 치료
성인 ADHD 치료로는 심리사회적 개입(행동치료 혹은 인지치료), 약물치료, 직업 개입, 꾸준한 추후 지원의 병행이 권고된다. 치료는 나타날 수 있는 동반질환과 함께 ADHD 증상을 다루는데 선택된 약물의 사용부터 시작하기도 한다. 약물만으로는 ADHD의 생리학적 증상 개선에 효과가 있으나, 대부분의 성인들이 ADHD로 인해 획득할 기술(skill)들을 다루지는 않는다. 예를 들어, 약물을 통해 집중 능력을 다시 획득하겠지만, 일의 조직이나 우선순위 설정, 효과적인 의사소통과 같은 기술들은 시간을 들여 계발해야 한다.

### 약물
ADHD 치료약은 신경자극제와 비신경자극제가 있다. 국가에 따라 사용 가능 약물은 다르다.

#### 자극제
암페타민 그 유도체, 원형 자극제는 즉각적이고 장기적인 작용능력이 있다. 암페타민은 재흡수 억제, 소낭으로부터 신경전달물질 배출, 흡수 수송체 역전, 가역적 MAO 억제 등의 여러 기전을 통해 작용한다. 따라서 암페타민은 이러한 신경전달물질들이 시냅스 간극으로의 방출을 활발하게 증가시킨다. 단기적으로, 벤질피페리딘(benzylpiperidine)과 펜에틸아민 유도체 자극제인 메틸페니데이트는 효과가 좋다. 그러나 장기 연구들에서는 성인 대상으로 이뤄지지 않았으며, 혈압 증가에 대한 우려는 수립되지 않았다. 메틸페니데이트는 시냅스 간극 내 도파민과 노르에피네프린 농도를 증가시켜, 신경전달을 촉진한다. 도파민과 노르에피네프린 재흡수 수송체를 차단하여, 이러한 신경전달물질들이 시냅스에서 사라지는 것을 늦춘다. 덱스트로암페타민은 단기작용 암페타민이다.
영국에서는 임상 가이드라인으로서 신경자극제를 일선 치료제로 사용할 것을 권고하고 있다. 동시에 영국에서는 약물 남용 장애나 기타 부작용으로 인하여 자극제 치료가 불가한 이들에게 아토목세틴이 일선 치료제로 권고되고 있다. 캐나다에서는 메틸페니데이트나 리스덱스암페타민이 일선 치료제로 권고되고 있다. 캐나다에서 2차 치료제는 아토목세틴이나 메틸페니데이트가 사용되고 있다.

#### 비자극제 약물
비자극제 아토목세틴(제품명 스트라테라)는 성인 치료에 효과적이다. 아토목세틴은 반감기가 자극제와 비슷하지만, 치료 효과가 늦게 나타나는 점에서는 항우울제와 비슷하다. 자극제와 달리 아토목세틴은 중독성은 없다. 노르에피네프린 재흡수 억제제라는 점에서, 부주의형 ADHD(ADHD-PI) 환자에게 특히 효과가 있다. 암페타민이나 메틸페니데이트 부작용에 내성이 없는 환자에게 처방되기도 한다. 미국식품의약국 역시 사용 허가를 내렸다. 부작용은 드물게 나타나지만 심각하다. 부작용으로는 간 손상이나 자살 생각 증강 등이 있다.
부프로피온과 데시프라민은 특히 동반질환으로 주요 우울 장애이 있을 때 ADHD 관리에 있어 효과가 있다고 입증된 항우울제이다. 그러나 항우울제는 치료의 효과크기가 낮다.

### 심리사회적 치료
행동치료 등의 심리치료는 성인 환자에게 자신의 행동을 돌아보고 일상 과제의 조직 및 효율 증강을 위한 기술들을 제공하는데 도움이 된다. 연구는 약물 치료와 함께 심리학적 개입이 증상적 결함 감소에 효과가 있다고 밝혔다. 인지행동치료(cognitive behavioral therapy, CBT)가 약물치료와 함께 병행하여 성인 ADHD 치료에 효과가 있을 수 있다고 입증되고 있다. 또한 마음챙김이나 명상 기법도 있다. 인지행동치료와 함께 이러한 기법들을 통해, 자신의 사고나 감정을 인지하고 받아들이는 법, 혹은 주목이나 집중력을 향상시키는 법을 배운다.

## 유행병학
북미와 유럽에서는 성인 중 3~5%가 ADHD를 가지고 있다고 추정된다. 이들 중 10%만이 진단을 받았다고 추정된다. 진단 여부에 상관없이 전세계 인구 중에서는 5%가 ADHD를 가지고 있다고 추정된다. 세계보건기구(WHO) 세계정신건강 조사 계획(World Mental Health Survey Initiative)에서, 연구자들은 아메리카, 유럽, 중동 10개국 18~44세에 해당하는 11,000여명을 선발하였다. 이를 기반으로 연구자들은 성인 ADHD 인구 비율은 평균 3.5%이고 범위는 1.2~7.3%에 이르며, 저소득 국가들에서는 1.9%의 비교적 낮은 비율을 보인 반면, 고소득 국가들에서는 상대적으로 높은 4.2%의 비율을 보이는 것으로 추정하였다. 연구자들은 성인 ADHD가 다른 장애와 동반하며 상당한 역할 부전와 관련있다고 결론내렸다. 이들은 일부 성인들은 ADHD 자체만을 치료받는다는 사실을 발견하였지만, 대다수 경우 동반 장애를 함께 치료한다.

## 역사
주의력 장애에 관한 초기 연구는 알렉산더 크리흐톤(Alexander Crichton)이 1798년 "정신적 불안(mental restlessness)"에 관하여 쓴 것에서 비롯되었다. 1900년대초 조지 스틸은 주의력 장애가 갖는 기본 증상을 인식하였다. 1930년대에는 증상에 대한 약물 효과가 발견되었고 20세기 내내 연구가 진행되었다. 1970년대초 성인 ADHD가 연구되기 시작하였고, 세계적으로 증상에 대한 관심이 커지면서 연구 역시 증가해 왔다.
1970년대에는 연구자들은 그 이전의 인식처럼 현재 ADHD로 알려진 증상이 청소년기에 반드시 사라지는 것은 아니라는 것을 인식하였다. ADHD가 아동만이 겪는 증상이 아니라는 확장된 정의는 주로 과잉행동이 아닌 부주의에 진단의 초점을 맞추었다. 거의 동시에 치료 중인 아동의 부모들이 증상 일부를 주목하고 있었다. 1978년 증상은 공식적으로 인정되었다. 과잉행동 관련 증상은 덜 알려졌기에 비공식적으로는 '성인 주의력 결핍 장애(adult attention deficit disorder, adult ADD)'라고 불렸다.

## 사회•문화
미국의 경우, 성인 및 아동 ADHD는 1973년 갱생법이나 2008년 ADA 수정법 등 미국 연방 장애 차별금지법(U.S. federal disability nondiscrimination law)들에서는, ADHD가 일상 활동 중 1개 이상 분야에 제한을 가할 경우 불능상태로 규정된 장애로 인정되고 있다. ADHD 성인이 효과적이고 생산적으로 일하게 하고자, 직장에서는 합리적 수용을 제공해야 할 의무가 있으며 교육 기관들에서는 적절한 학습 조정 혹은 교정을 제공할 의무가 있다.
2004년 한 연구에서, 일반인과 성인 ADHD 환자 간의 연소득 차이는, 고졸의 경우 약 10,791달러, 대졸인 경우 약 4,334달러 적다고 추정하였다. 연구는 생산성 미국내 환자들의 생산성 손실에 대하여 770억 달러 이상으로 평가하였다. 반면, 비알코올 약물 남용으로는 580억달러, 알코올 중독으로는 850억 달러, 우울증으로는 430억 달러의 생산성 손실을 보고 있다고 추정된다.

## 논쟁
ADHD에 관한 논쟁으로는 장애(disorder)로서의 존재에 대한 우려, 원인, 진단 방식, 아동 자극제 치료나 과잉 진단 및 오진 등이 있다. 특히 과잉 진단 및 오진으로 인해 다른 근원 질병을 치료하지 못하거나 미국정신의학협회(APA)의 독단적인 관행이 발생하고 ADHD 아동에 대한 부정적인 편견이 생길 우려가 있다. ADHD를 둘러싼 논쟁들은 1970년대 이후 발생하였다.

## 같이 보기
- 주의력결핍 과다행동장애

## 추가 문헌
- Faraone SV, Asherson P, Banaschewski T, Biederman J, Buitelaar JK, Ramos-Quiroga JA,  외. (August 2015). “Attention-deficit/hyperactivity disorder”. 《Nature Reviews. Disease Primers》 1: 15020. CiteSeerX 10.1.1.497.1346. doi:10.1038/nrdp.2015.20. PMID 27189265. S2CID 7171541.